# Polybia catillifex
Polybia catillifex är en getingart som beskrevs av Moebius 1856. Polybia catillifex ingår i släktet Polybia och familjen getingar. Inga underarter finns listade i Catalogue of Life.